# 존 템플턴
존 템플턴 경(영어: Sir John Templeton, 1912년 11월 29일 ~ 2008년 7월 8일)은 미국에서 태어난 영국의 투자자이다.
1912년 미국 테네시주의 작은 마을 윈체스터에서 태어나 예일 대학교를 수석으로 졸업한 뒤 로즈 장학금을 받아 영국 옥스퍼드 대학교에서 경제학을 전공했다.
1937년 25세의 나이로 월스트리트로 가 낮게 평가된 주식들을 골라내는 안목으로 주목을 받았고, 1954년 투자 회사 템플턴 그로스를 설립했다. 1999년 비즈니스 잡지 《Money》는 템플턴을 '20세기의 가장 위대한 투자가'라 칭했다.
프린스턴 신학교의 이사와 학장을 역임했으며 1972년 종교계의 노벨상이라 불리는 템플턴상을 제정했다. 존 템플턴 재단을 설립해 사회 공헌 활동에 힘쓰기도 했다.
저서로 《Discovering the Laws of Life》가 있는데, 한국에서는 2002년 《열정》이라는 제목으로 번역, 출간되었다.
1964년 미국 시민권을 포기했고 영국 시민권을 받아 2008년 죽을 때까지 바하마에서 살았다.

## 서훈
- 1987년 기사작위(Knight Bachelor) 서임[1]

## 같이 보기
- 템플턴상
- 프랭클린 템플턴 인베스트먼츠
- 벤저민 그레이엄
- 워렌 버핏